# Holdvilág
Holdvilág (románul Hoghilag, németül Halwelagen) falu Romániában, Szeben megyében, az azonos nevű község központja. A DN14-es út mellett, Erzsébetvárostól 2 km-re fekszik.

## Története
Első említése 1309-ből maradt fenn Hulduualach néven. További névváltozatai: villa Abbatis (1311), Holduilag (1332), Holdwilág (1335), Nogholdwylag (1411), Holbalegen (1432). Középkori templomát 1602-ben lengyel zsoldosok rabolták ki és gyújtották fel. 1704. január 28-án itt zajlott le a holdvilági csata, ekkor a Guti István vezette erdélyi kuruc haderő súlyos vereséget szenvedett. 1724–1730 között két tűzvészt követően a templomot újjáépítették, ezt követően 1828–1834-ben ismét átépítették. A templom várfalait 1893-ban és 1906-ban lebontották. A Samuel Joseph Maetz által épített orgonát 1993-ban a kolozsvári Zeneakadémia vásárolta meg.

## Lakossága
1850-ben a község 2417 lakosából 339 román, 1 magyar, 1792 német és 280 roma volt. 1992-re az 1960 lakos nemzetiségi összetétele a következőképpen alakult: 1446 román, 103 magyar, 58 német és 352 roma.